# Mezinárodní rada žen

Zvýrazněné země mají místní organizace přidružené k Mezinárodní radě žen.

Mezinárodní rada žen je organizace zabývající se právy žen, která působí napříč hranicemi jednotlivých států a jejímž společným cílem je obhajoba lidských práv žen. V březnu a dubnu 1888 se ve Washingtonu sešlo 80 řečnic a 49 delegátek zastupujících 53 ženských organizací z devíti zemí: Kanada, Spojené státy, Irsko, Indie, Spojené království, Finsko, Dánsko, Francie a Norsko. Účastní se jí ženy z profesních organizací, odborů, uměleckých skupin nebo dobročinných spolků. Národní rady jsou přidruženy k Mezinárodní radě žen, a mají tak možnost vystupovat na mezinárodní úrovni. Mezinárodní rada žen má při OSN poradní statut a je stálou zástupkyní v Ekonomické a sociální radě OSN, Mezinárodní organizaci práce, Organizaci pro výživu a zemědělství, Světová zdravotnická organizaci, Rozvojovém programu OSN, Programu OSN pro životní prostředí, UNESCO, UNICEF, Konferenci OSN o obchodu a rozvoji a Organizaci OSN pro průmyslový rozvoj.

## Počátky
| Předsednictví                | Trvání                 | Země        |
| ---------------------------- | ---------------------- | ----------- |
| nikdo                        | 1888–1893              | –           |
| Ishbel Hamilton-Gordon       | 1893–1899              | Skotsko     |
| May Wright Sewall            | 1899–1904              | USA         |
| Ishbel Maria Hamilton-Gordon | 1904–1920              | Skotsko     |
| Pauline Chaponnière-Chaix    | 1920–1922              | Švýcarsko   |
| Ishbel Maria Hamilton-Gordon | 1922–1936              | Skotsko     |
| Marthe Boël                  | 1936–1947              | Belgie      |
| Renée Girod                  | (prozatímní) 1940–1945 | Švýcarsko   |
| Jeanne Eder-Schwyzer         | 1947–1957              | Švýcarsko   |
| Marie-Hélène Lefaucheux      | 1957–1963              | Francie     |
| Mary McGeachy                | 1963–1973              | Kanada      |
| Mehrangiz Dowlatshahi        | 1973–1976              | Írán        |
| Ngarmchit Purachatra         | 1976–1979              | Thajsko     |
| Miriam Dell                  | 1979–1986              | Nový Zéland |
| Hong Sook-ja                 | 1986–1988              | Jižní Korea |
| Lily Boeykens                | 1988–1994              | Belgie      |
| Kuraisin Sumhadi             | 1994–1997              | Indonésie   |
| Pnina Herzog                 | 1997–2003              | Izrael      |
| Anamah Tan                   | 2003–2009              | Singapur    |
| Cosima Schenk                | 2009–2015              | Švýcarsko   |
| Jungsook Kim                 | 2015–2022              | Jižní Korea |
| Martine Marandel             | od 2022                | Francie     |

Americké sufražetky Elizabeth Cady Stanton a Susan B. Anthony diskutovaly během své návštěvy Evropy v roce 1882 s reformátorkami v několika zemích o myšlence mezinárodní ženské organizace. Těsně před jejich návratem domů byl na recepci na jejich počest vytvořen korespondenční výbor, který tuto myšlenku dále rozvíjel. Národní asociace pro ženská práva (National Woman Suffrage Association) pod vedením Anthony a Stanton zorganizovala zakládající schůzi Mezinárodní rady žen, která se sešla 25. března 1888 ve Washingtonu. Louisianu v Mezinárodní ženské radě zastupovala Caroline Elizabeth Merrick. Zasedání bylo součástí oslav čtyřicátého výročí konvence ženských práv v Seneca Falls, první konvence o právech žen.
V prvních letech měla organizace finanční podporu Spojených států a příspěvky amerických členek tvořily významnou část rozpočtu. Většina zasedání se konala v Evropě nebo v Severní Americe a byly na nich přijaty tři oficiální jazyky – angličtina, francouzština a němčina –, což od účasti odrazovalo ženy neevropského původu. Volební právo žen však Mezinárodní rada žen aktivně nepropagovala, aby tím neznepokojila konzervativnější členy.
Rachel Foster Avery měla na starosti většinu plánování prvního zasedání Mezinárodní rady žen a Susan B. Anthony předsedala osmi ze šestnácti zasedání. Mezinárodní rada žen vypracovala vlastní stanovy a zavedla národní zasedání každé tři roky a mezinárodní zasedání každých pět let.
První předsedkyní byla zvolena Angličanka Millicent Garrett Fawcett, která však tuto funkci odmítla.
V roce 1894 se Mezinárodní rada žen sešla v Berlíně. Podle propagátorky vzdělávání žen Alixy von Cotta se však této akce příliš učitelů nezúčastnilo.
V roce 1899 proběhlo setkání v Londýně. V tomto roce se Rada začala zabývat podstatnějšími otázkami a vytvořila Mezinárodní stálý výbor pro mír a Mezinárodní arbitráž. Brzy byly založeny další stálé výbory, jejichž prostřednictvím se Mezinárodní rada žen zapojila do podpory volebního práva žen nebo řešení problémů v oblasti zdravotnictví.

## Dvacáté století
V roce 1904 na berlínském kongresu Mezinárodní rady žen vznikla samostatná organizace, která reflektovala silnou feministickou identitu národních sdružení za volební právo žen: International Woman Suffrage Alliance. V roce 1909 se konal kongres v kanadském Torontu a v roce 1914 se konference konala v Římě. Šestý kongres se konal v roce 1920 v norské Kristianii, v roce 1925 následoval kongres ve Washingtonu a v roce 1930 se pak konference konala ve Vídni. Další konferencí byl společně pořádaný kongres Mezinárodní rady žen a Národní rady žen v Indii, který se konal v Kalkatě v roce 1936. Během druhé světové války bylo konání kongresů pozastaveno.
V roce 1925 svolala Mezinárodní rada žen svou první koalici, Společný stálý výbor mezinárodních ženských organizací, aby lobbovala za jmenování žen do Společnosti národů. V roce 1931 Liga národů svolala Poradní výbor žen pro státní příslušnost, aby se zabýval otázkou práv (a státní příslušnosti) ženy provdané za muže z jiné země. V roce 1931 vznikly další dvě koalice: Styčný výbor a Výbor pro mír a odzbrojení. V roce 1936 byly stanovy Mezinárodní rady žen revidovány. Se Společností národů spolupracovala Mezinárodní rada žen ve 20. letech 20. století a s Organizací spojených národů po druhé světové válce.
Do roku 1938 se počet národních rad sdružených v Mezinárodní radě žen, která se mezitím stala jednou z nejznámějších mezinárodních ženských organizací, zvýšil na třicet šest.
Druhá světová válka měla na činnost Rady negativní vliv. Některé národní rady zcela přerušily svou činnost, v jiných bylo narušeno vedení a organizace. V roce 1946 se Mezinárodní rada žen sešla ve Filadelfii, aby se znovu soustředila na své úsilí a obnovila svou dřívější jednotu. Na této konferenci bylo vydáno prohlášení odsuzující válku a všechny zločiny proti lidskosti a také požadující aktivnější roli žen na národní i mezinárodní scéně.

## Současnost
V současné době má Mezinárodní rada žen poradní status při UNESCO, což je nejvyšší pověření, které může nevládní organizace v OSN získat. Mezinárodní rada žen v současnosti sdružuje 70 zemí a má sídlo v Paříži. Mezinárodní setkání se konají každé tři roky.